# Пејча Радосављевић
Пејча Радосављевић (1881—1942) води порекло од племићке породице Радосављевић. Био је један од најбогатијих људи у Србији с почетка 20. века, познати трговац и близак пријатељ краља Александра. Поседовао је неколико даскара, гвожђара и дућана широм тадашње краљевине Југославије, циглану у Нишу, велико имање и још много тога.